# Кункур (сельское поселение)
Сельское поселение «Кункур» (бур. Хүнхэрын hомон) — муниципальное образование в Агинском районе Агинского Бурятского округа в Забайкальском крае Российской Федерации.
Административный центр сельского поселения — село Кункур.

## История
Кункурский сельский Совет образован в 1923 году.

## География
Территория — 80823 га, представляет собой равнины и плоскогорья.

## Население
| 2010 | 2011  | 2012  | 2013 | 2014 | 2015 | 2016 |
| ---- | ----- | ----- | ---- | ---- | ---- | ---- |
| 1095 | ↘1090 | ↘1045 | ↘980 | ↘939 | ↘929 | ↘908 |
| 2017 | 2018  | 2019  | 2020 | 2021 |      |      |
| ↘906 | ↘882  | ↘865  | ↘847 | ↘819 |      |      |

## Состав сельского поселения
| № | Населённый пункт | Тип населённого пункта       | Население |
| - | ---------------- | ---------------------------- | --------- |
| 1 | Кункур           | село, административный центр | ↘821      |
| 2 | Цугол            | село                         | ↘5        |
| 3 | Верхний Кункур   | село                         | 2         |

## Местное самоуправление
Глава сельского поселения — Кашникова Галина Далаевна.

## Инфраструктура
Колхоз «Кункур», средняя общеобразовательная школа с пришкольным интернатом, детский сад, врачебная амбулатория, спортивный комплекс «Сэрэг», дом культуры, дом бракосочетаний.

## Транспорт
Местный автобус из Кункура в Агинское и обратно курсирует три раза в неделю.